# Pidstepne, Țiurupînsk
Pidstepne (în ucraineană Підстепне) este localitatea de reședință a comunei Pidstepne din raionul Țiurupînsk, regiunea Herson, Ucraina.

## Demografie
Componența lingvistică a localității Pidstepne
     Ucraineană (96,96%)
     Rusă (3,04%)
Conform recensământului din 2001, majoritatea populației localității Pidstepne era vorbitoare de ucraineană (96,96%), existând în minoritate și vorbitori de rusă (3,04%).